# Phreatia vanoverberghii
Phreatia vanoverberghii är en orkidéart som beskrevs av Oakes Ames. Phreatia vanoverberghii ingår i släktet Phreatia och familjen orkidéer. Inga underarter finns listade i Catalogue of Life.